# Giulio Romano (compositore)
Giulio Romano (... – 1613 o dopo) è stato un compositore italiano.
In passato fu spesso confuso con  Giulio Caccini, il quale già ai suoi tempi era soprannominato appunto Giulio Romano. 
Pubblicò una raccolta di 7 Concerti spirituali a 1-6 voci, pubblicata a Venezia nel 1612, perduta; l'anno successivo uscì a suo nome, sempre a Venezia, una seconda silloge intitolata Fuggilotio musicale: madrigali, sonetti, arie, canzoni, et scherzi per cantare nel chitarrone, clavicembalo, o altro instrumento..., opera seconda, contenente 32 composizioni per 1-2 voci e basso continuo.